# Culex acrostichalis
Culex acrostichalis är en tvåvingeart som beskrevs av Edwards 1941. Culex acrostichalis ingår i släktet Culex och familjen stickmyggor. Inga underarter finns listade i Catalogue of Life.